# Eleanor Laing
Eleanor Laing   (Paisley, 1 de febrer de 1958) és una política anglesa del partit conservador anglès qui va representar l'àrea electoral d'Epping Forest i és membre del parlament anglès des de les eleccions generals del 2013. Laing té el títol honorífic d'Orde de l'Imperi Britànic. L'octubre del 2013 va ser escollida portaveu de la cambra dels comuns (cambra baixa del parlament anglès). Laing va néixer a Paisley, Renfrewshire i va créixer prop del poble d'Elderslie on el seu pare era regidor. Es va educar a l'escola pública local St Columba's School. Després es va graduar d'art i de dret a la Universitat d'Edimburg. Va ser la primera dona com a presidenta de l'Associació d'estudiants de la Universitat d'Edimburg. Va treballar d'advocada a Edimburg i a La City de Londres.